# Papallones amb Ales Noves Construint Futur (Butterflies)
Red Mariposas de Alas Nuevas Construyendo Futuro (Xarxa Papallones d'Ales Noves Construint Futur) és una organització sense ànim de lucre de Buenaventura, Colòmbia. L'organització és un grup d'auto-ajuda a dones locals i desplaçades a la força. Es va establir el 2010. Consisteix en nou grups de drets de dones. Durant el 2014, el grup va ser liderat per Mery Medina, Gloria Amparo i Maritza Asprilla.

## La situació a Buenaventura

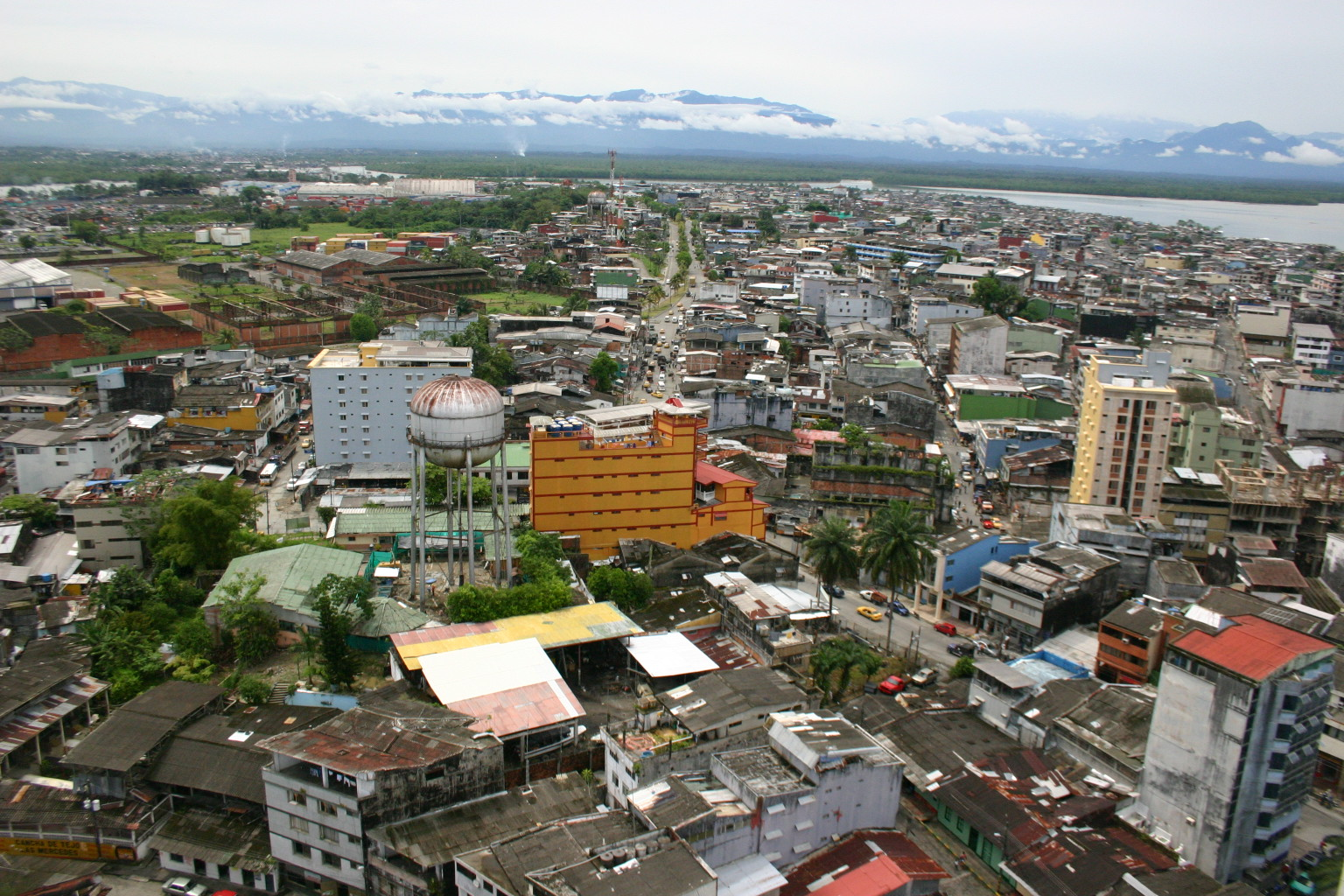
Imatge de la ciutat de Buenaventura

Buenaventura va ser descrita com la capital de l'horror de Colòmbia. A la ciutat costanera, hi ha una salvatge violència de bandes, tràfic de drogues, principalment entre les xarxes paramilitars de dretes i els rebels d'esquerres. Els carrers estan vigilats de forma regular per soldats. També són freqüents els segrestos i la violència sexual contra les dones. Hi ha unes altes taxes d'atur, alhora que els salaris són molt baixos. A més a més, Colòmbia porta anys convivint amb el conflicte armat entre la milícia de les FARC i el govern. Durant aquest conflicte els crims contra la humanitat, tals com genocidis, segrestos o altres violacions greus de la llibertat, com la tortura, el desplaçament forçat, la desaparició forçada, les execucions extra-judicials i la violència sexual,... han ocorregut de forma repetida i constant. L'any passat, el 5% de la població de 370,000 de la ciutat portuària va ser forçat a fugir per les seves vides, segons el Human Rights Watch (HRW) (Vigilància dels Drets Humans). Segons l'UNHCR, des de 1995, 147,000 persones han estat desplaçades de la ciutat. El Human Rights Watch (HRW) va declarar que el 2013 la violència va afectar més de 19,000 persones habitants de Buenaventura, més que en qualsevol altre municipi de Colòmbia. També segons el Human Rights Watch hi va haver 2,000 investigacions sobre desaparicions i desplaçaments forçats sense condemnes.
Un informe pel Norwegian Refugee Concil declarava: "A causa de l'assetjament sexual i l'abús de dones i nenes a les seves cases o als espais públics, tals com botigues o en els seus trajectes cap a casa, les dones viuen en un estat de por. Les mares tenen por de deixar les seves filles a fora totes soles. A Buenaventura, hi ha una por col·lectiva sostinguda que posa en qüestió el benestar social de la comunitat."

## Feina
Les Papallones se centren en proporcionar ajudes a les víctimes d'abús. També s'estén a comunitats per educar a les dones. Un dels objectius és fer pressió a les autoritats per donar suport als drets de les dones. Des de la seva fundació, l'organització ha ajudat unes 1000 dones i les seves famílies. Les Papallones sovint ajuden dones i nenes que van esdevenir víctimes de violència sexual. En el llarg conflicte que pateix Colòmbia, en el curs de 50 anys, han mort 200,000 persones i 5,3 milions són registrats com a persones internament reemplaçades. Aquestes darreres són més vulnerables als abusos. Les Papallones també proveeixen cura psicològica a les víctimes. També treballen per educar a les dones sobre els seus drets, per tal que el nombre de delictes denunciats augmenti. Durant la seva tasca, les Papallones són sovint amenaçades per forces armades o bandes que controlen les àrees en què es desenvolupa la seva feina. L'organització ha establert, a mode d'exemple, un projecte de menjar i estalvis, que ajuda a aquelles dones que tenen problemes financers a tenir menjar a la taula, alhora que estalviar per una vida més segura - tenint en compte que a les regions més pobres de Colòmbia algunes persones no tenen accés a comptes bancaris o targetes de crèdit.
L'organització també organitza protestes contra la violència masclista a Colòmbia. Amb els diners que va guanyar l'organització després de rebre el Premi Nansen pels Refugiats,100.000 $, tenen l'objectiu de construir un refugi per a dones que han patit abusos. Les Papallones ofereixen a les dones un refugi a curt termini, teràpia psicològica i entrenament vocacional. El grup rep finançament a través de diversos grups estrangers de drets humans i organitzacions d'ajuda internacional, incloent-hi USAID. L'Alt Comissionat de les Nacions Unides pels Refugiats, Antonio Guterres, va agrair a les Mariposas el fet d'ajudar 1,000 dones i les seves famílies: "Cada dia intenten curar les ferides de les dones i els nens de Buenaventura, posant en perill les seves pròpies vides".

## Filosofia
Les Papallones veuen la seva xarxa de dones com la xarxa del "comadero". Comadero significa padrí. Els padrins tenen un paper important a la societat colombiana, ja que les famílies es cuiden entre elles. Entre les dones de les Papallones, hi ha la mateixa relació; es cuiden les unes a les altres com si es tractés de padrines, o de "comadero".

## Literatura
- Maria Camila Martinez Valasco, Butterflies with New Wings Building a Future, Sarah Lawrence College